# HIP 41378
HIP 41378 är en ensam stjärna i södra delen av stjärnbilden Kräftan. Den har en skenbar magnitud av ca 8,92 och kräver åtminstone en stark handkikare eller ett mindre teleskop för att kunna observeras. Baserat på parallax enligt Gaia Data Release 3 på ca 9,4 mas, beräknas den befinna sig på ett avstånd på ca 346 ljusår (ca 106 parsek) från solen. Den rör sig bort från solen med en heliocentrisk radialhastighet på ca 50 km/s.

## Egenskaper
HIP 41378 är en gul till vit stjärna i huvudserien av spektralklass F8. Den har en massa som är ca 1,2 solmassa, en radie som är ca 1,3 solradie och har ca 3 gånger solens utstrålning av energi från dess fotosfär vid en effektiv temperatur av ca 6 300 K.

## Planetsystem
Under 2016 upptäckte K2 Keplerteleskopet fem planeter kring HIP 41378, med storlekar från 2 gånger jordens storlek till Jupiters storlek, ut till cirka 1 AE för den yttersta planeten. Halv storaxel för deras omloppsbana var inte känd förrän radiella hastighetsdata från K2 Haute-Provence Observatory erhölls 2019. Dessutom upptäcktes en sjätte icke-transiterande planet, HIP 41378 g, tillsammans med spekulationer om att ytterligare planeter kan existera mellan HIP 41378 g och HIP 41378 d. Planeten HIP 41378 f visade sig också ha optiskt synliga tjocka ringar eller en mycket utsträckt atmosfär.
| Planet         | Massa          | Halv storaxel (AE) | Siderisk omloppstid (d) | Excentricitet | Inklination     | Radie           |
| -------------- | -------------- | ------------------ | ----------------------- | ------------- | --------------- | --------------- |
| b              | 6,89 ± 0,88 M🜨 | 0,1283             | 15,57208 ± 0,00002      | 0,07 ± 0,06   | 88,75 ± 0,13°   | 2,17 ± 0,28 R🜨  |
| c              | 4,4 ± 1,1 M🜨   | 0,2161             | 31,706038 ± 0,00006     | 0,04          | >88,477 ± 0,06° | 2,727 ± 0,06 R🜨 |
| g (obekräftad) | 7,0 ± 1,5 M🜨   | 0,3227 ± 0,0036    | 62,06 ± 0,32            | 0,06 ± 0,02   | -               | -               |
| d              | <4,6 ± M🜨      | 0,88 ± 0,01        | 278,3618 ± 0,0005       | 0,06 ± 0,06   | >89,80 ± 0,02°  | 3,54 ± 0,06 R🜨  |
| e              | 12 ± 5 M🜨      | 1,06 ± 0,03        | 369 ± 10                | 0,14 ± 0,09   | >89,84 ± 0,07°  | 4,92 ± 0,09 R🜨  |
| f              | 12 ± 3 M🜨      | 1,37 ± 0,02        | 542,07975 ± 0,00014     | 0             | >89,971 ± 0,01° | 9,2 ± 0,1 R🜨    |